# Griffineae
Griffineae, nekadašnji tribus lukovičastih trajnica koji čini dio potporodice Amaryllidoideae, porodica zvanikovki. Postoje dva roda s dvadesetak vrsta, poglavito u istočnom Brazilu.
Po životnom obliku su geofiti.

## Rodovi
1. Griffinia Ker-Gawl., danas u tribusu Hippeastreae
2. Worsleya Traub, danas u tribusu Hippeastreae